# Лима, Густаву
Густаву Лима (порт.-браз. Gusttavo Lima, настоящее имя Нивалду Батиста Лима, порт.-браз. Nivaldo Batista Lima, род. 3 сентября 1989, Президенти-Олегариу, Минас-Жерайс) — бразильский певец и автор песен.

## Биография
Всё начинается в 1999 году, когда в 9 лет Густаву впервые выступает в школьном хоре, исполняя песню É o Amor, написанную братьями Ди Камаргу.
Ровно через год, в 2000 подписывает контракт с лейблом Som Livre и выпускает альбом Inventor dos Amores (CD и DVD) спродюсированный Audio Mix; альбома было продано 15 тысяч копий. Несколько синглов принесли альбому успех, в том числе и одноимённый сингл Inventor dos Amores, который был записан при участии бразильского дуэта Jorge & Mateus, достигший 24-й позиции в Brasil Hot 100 Airplay.
После первого успеха, певец выпустил песню Cor de Ouro, которой удалось подняться до 21-й строчки бразильского радиочарта и Balada (известная также как Balada (Tchê Tcherere Tchê Tchê) и Balada Boa), которая принесла певцу мировую популярность. Песне удалось возглавить чарты Бельгии, Италии, Франции,      Голландии, а также подняться до 3-й строчки в Brasil Hot 100 Airplay и 1-й в Brasil Hot Popular Songs.
В 2011 году был выпущен концертный альбом Gusttavo Lima e Você (CD и DVD), который был записан в Патус-ди-Минасе, во время Фенамилью (праздник кукурузы), перед аудиторией в 60 тысяч человек. Альбом достиг 7-й позиции в бразильском чарте альбомов и стал платиновым, разойдясь тиражом более 50 тысяч копий.
Густаву был третьим популярным человеком в поиске Google в Бразилии в 2011 году.
В начале 2012 года певец отправился в свой первый международный тур, дав концерты в девяти городах США, в том числе Бостон и Лас-Вегас.
В октябре, того же года, выходит в Бразилии новый концертный альбом Густаву Ao Vivo em São Paulo (CD и DVD). Альбом был записан в Credicard Hall в Сан-Паулу.

## Дискография

### Концертные альбомы
| Год                                                                           | Название | Позиции в чартах | Позиции в чартах | Позиции в чартах | Позиции в чартах | Позиции в чартах | Позиции в чартах | Сертификация      |
| Год                                                                           | Название | BRA              | BEL (Vl)         | BEL (Wa)         | FRA              | NED              | POR              | Сертификация      |
| ----------------------------------------------------------------------------- | --- | ---------------- | ---------------- | ---------------- | ---------------- | ---------------- | ---------------- | ----------------- |
| 2010                                                                          | Inventor dos Amores - Выпущен: 25 сентября 2010 - Лейбл: Som Livre - Форматы: CD, DVD, цифровая дистрибуция | 24               | —                | —                | —                | —                | —                | —                 |
| 2011                                                                          | Gusttavo Lima e Você - Выпущен: 3 июня 2011 - Лейбл: Som Livre - Форматы: CD, DVD, цифровая дистрибуция     | 7                | 25               | 36               | 12               | 20               | 19               | - BRA: Платиновый |
| 2012                                                                          | Ao Vivo em São Paulo - Выпущен: 6 октября 2012 - Лейбл: Som Livre - Форматы: CD, DVD, цифровая дистрибуция  | —                | —                | —                | —                | —                | —                | —                 |
| «—» означает, что релиз не попал в чарт страны; продажи не были опубликованы. | |                  |                  |                  |                  |                  |                  |                   |

### Синглы
- 2009 — Rosas, Versos e Vinhos
- 2010 — Inventor dos Amores
- 2011 — Cor de Ouro
- 2011 — Refém
- 2011 — Balada
- 2012 — 60 Segundos
- 2012 — Gatinha Assanhada

## Чарты
| Год  | Название | Чарты | Чарты | Чарты    | Чарты    | Чарты | Чарты | Чарты | Чарты | Чарты | Чарты | Сертификация                                                                  | Альбом               |
| Год  | Название | BRA   | AUT   | BEL (Vl) | BEL (Wa) | GER   | FRA   | ITA   | NED   | SPA   | SWI   | Сертификация                                                                  | Альбом               |
| ---- | -------- | ----- | ----- | -------- | -------- | ----- | ----- | ----- | ----- | ----- | ----- | ----------------------------------------------------------------------------- | -------------------- |
| 2012 | Balada   | 3     | 2     | 1        | 2        | 3     | 1     | 1     | 1     | 9     | 1     | - BEL: Платиновый - ITA: 2× Платиновый - NED: 2× Платиновый - SWI: Платиновый | Gusttavo Lima e Você |